# أيمن زيدان (لاعب كرة قدم)
أيمن زيدان هو لاعب كرة قدم تونسي في مركز حراسة المرمى، ولد في 3 مارس 1983 في مدينة تونس في تونس. لعب مع الأولمبي الباجي.

## وصلات خارجية
- أيمن زيدان على موقع قاعدة بيانات كرة القدم.إي يو (الإنجليزية)
- أيمن زيدان على موقع عالم كرة القدم.نت (الإنجليزية)